# Trichosteleum saproxylophilum
Trichosteleum saproxylophilum är en bladmossart som beskrevs av B. C. Tan, W. B. Schofield och Helen Patricia Ramsay 1998. Trichosteleum saproxylophilum ingår i släktet Trichosteleum och familjen Sematophyllaceae. Inga underarter finns listade i Catalogue of Life.